# Lisiard
Lisiard (Lisiardus) est un évêque de Sées de la fin du XIIe siècle.

## Biographie
Il succède à Froger en 1188, sur la nomination du roi Henri II d'Angleterre. Il assiste à l'assemblée tenue au Mans pour traiter des subsides pour la croisade du roi d'Angleterre. Il signe l'acte d'échange d'Andely entre le roi Richard Cœur de Lion et l'archevêque de Rouen Gautier de Coutances.
Il confirme les possessions de l'abbaye Saint-Martin de Sées et du chapitre cathédral de Sées. Il reconnaît le privilège d'exemption de Saint-Jean de Falaise. Il prend part le 11 février 1190 au concile provincial de Rouen. Il fait des donations à l'abbaye Saint-Martin de Troarn.
Il meurt le 24 septembre 1201.